# تیم ملی بسکتبال مردان استرالیا
تیم ملی بسکتبال مردان استرالیا، معروف به بومرز (Boomers)٬ نام تیم رسمی بزرگسالان کشور استرالیا و از تیمهای مطرح بسکتبال جهان است.
این تیم در سال ۲۰۱۲ در رده‌بندی جهانی فیبا در رتبه نهم جهان بود.

## نگارخانه

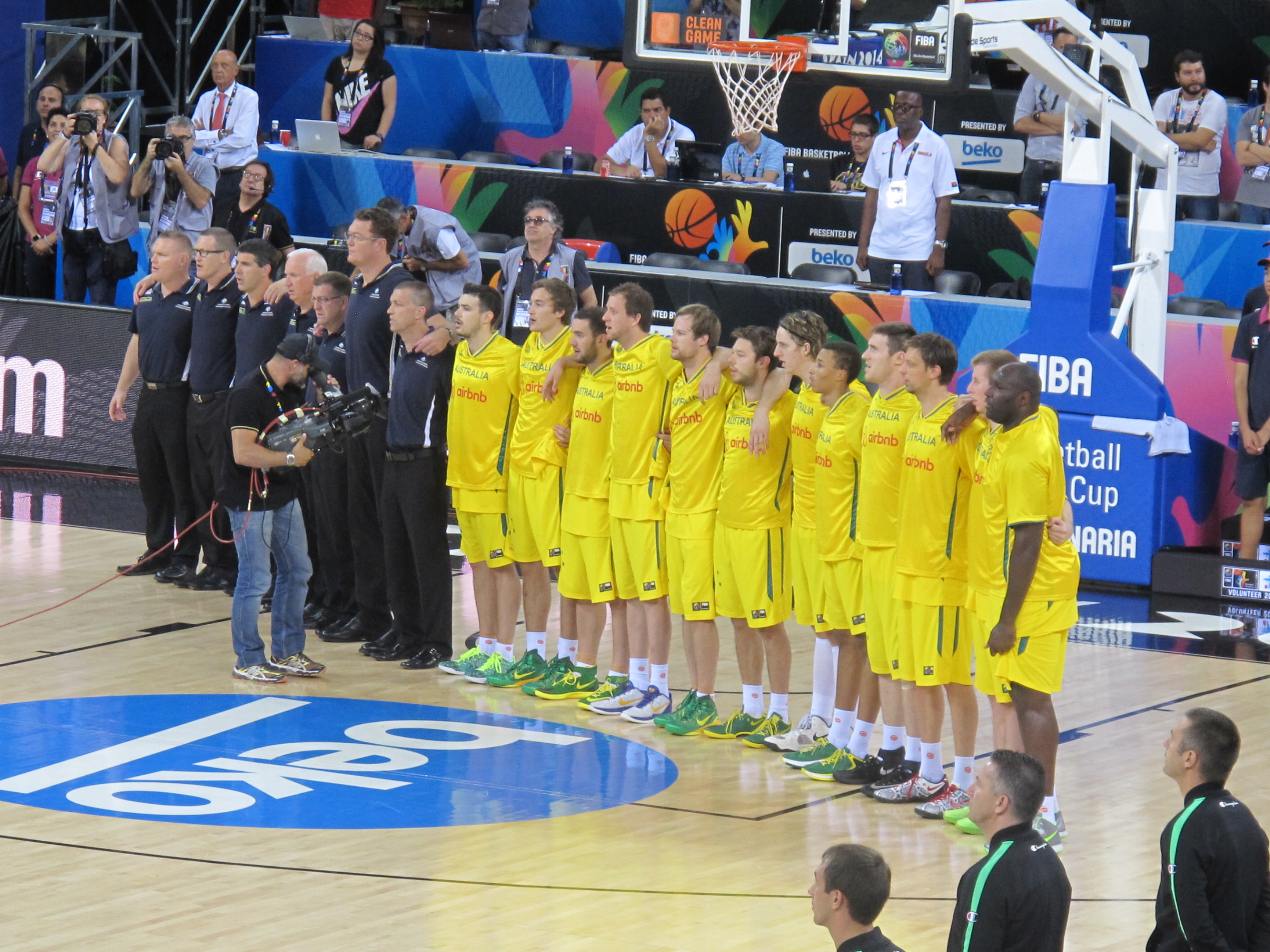
استرالیا در جام جهانی ۲۰۱۴
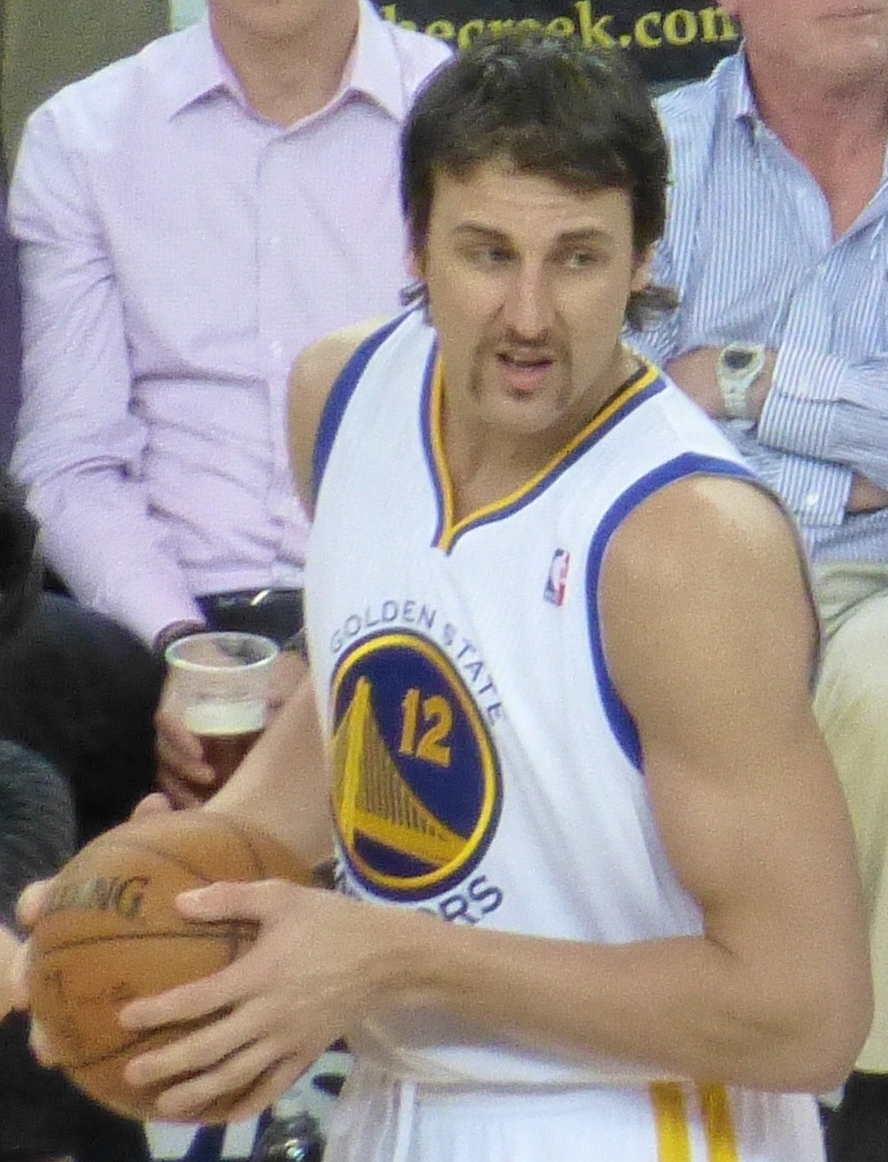
اندرو بوگوت